# Pierre Larouche
Pierre R. Larouche (* 16. November 1955 in Taschereau, Québec) ist ein ehemaliger kanadischer Eishockeyspieler. Von 1974 bis 1987 spielte er in der National Hockey League für die Pittsburgh Penguins, Montréal Canadiens, Hartford Whalers und die New York Rangers auf der Position des Centers.

## Karriere
Pierre Larouche wurde 1955 als jüngstes von zehn Kindern in der Québecer Ortschaft Taschereau geboren. In der Saison 1972/73 spielte er zunächst für die Québec Remparts in der Ligue de hockey junior majeur du Québec. Nach 20 Partien für die Remparts wechselte er ligaintern zu den Sorel Éperviers. In der Spielzeit 1973/74 erzielte Larouche, der gemeinsam mit Jacques Cossette und Michel Deziel in einer Angriffsreihe spielte, in 67 Partien für Sorel 94 Tore und 157 Torvorlagen für insgesamt 251 Scorerpunkte, was einen neuen LHJMQ-Punkterekord bedeutete. Der Rekord wurde zehn Jahre später von Mario Lemieux gebrochen, der in 70 Spielen 282 Punkte erzielte.
Beim NHL Amateur Draft 1974 wurde Larouche in der ersten Runde an achter Position von den Pittsburgh Penguins ausgewählt, beim WHA Amateur Draft im selben Jahr wählten ihn die Houston Aeros in der zweiten Runde an insgesamt 30. Position aus. Pierre Larouche entschied sich, ab der Saison 1974/75 für die Penguins aufs Eis zu gehen. In seinem ersten NHL-Spiel am 9. Oktober 1974 erzielte er gegen die Minnesota North Stars seinen ersten Treffer. Im ersten Jahr war er punktbester Rookie mit 68 Punkten und belegte den zweiten Platz bei der Wahl um die Calder Memorial Trophy als bester Neuling des Jahres hinter Gewinner Eric Vail. In seiner zweiten NHL-Saison stellte Larouche mit 53 Toren, 58 Torvorlagen insgesamt 111 Scorerpunkten seine persönlichen Bestmarken auf. Er war gleichzeitig auch der jüngste Spieler aller Zeiten, der die 50-Tore- und 100-Punkte-Marke erreichte – dieser Rekord wurde 1980 von Wayne Gretzky übertroffen. 
An diese Leistungen konnte Larouche in den folgenden zwei Spielzeiten nicht anknüpfen. Der Kanadier wurde am 29. November 1977 von den Penguins im Tausch gegen Pete Mahovlich und Peter John Lee zu den Montréal Canadiens transferiert. In der Saison 1979/80 gelangen ihm mit 50 Toren und 41 Assists in 73 Partien noch einmal sehr gut Werte. Larouche wurde am 21. Dezember 1981 zusammen mit Montréals Erstrunden-Draftpick für den NHL Entry Draft 1984 sowie einem Drittrunden-Wahlrecht für den Draft 1985 zu den Hartford Whalers transferiert. Die Canadiens erhielten im Gegenzug Hartfords Erst- und Zweitrunden-Draftpicks für den Entry Draft 1984 sowie deren Drittrunden-Wahlrecht für den Entry Draft 1985. Larouche absolvierte in eineinhalb Jahren 83 Spiele für Whalers, dabei gelangen ihm 90 Scorerpunkte.
Am 12. September 1983 unterschrieb der vertragslose Spieler einen neuen Kontrakt bei den New York Rangers, für die er noch vier Jahre lang aktiv war. In seiner ersten Spielzeit in New York erzielte der Rechtsschütze 48 Saisontore. Damit ist er bis heute der einzige Spieler, der für mehr als drei Franchises über 45 Tore in einer Saison erzielte. In seiner dritten Spielzeit mit den Rangers agierte der Angreifer in einer Reihe gemeinsam mit Bob Brooke und Ron Greschner. Die darauffolgende Saison spielte Larouche zeitweise auf der Position des rechten Flügelstürmers, seine neuen Partner waren Don Maloney und Kelly Kisio. Am 14. Januar 1987 lief Larouche in einem NHL-Spiel gegen die Calgary Flames als Mannschaftskapitän der Rangers aufs Eis, da Ron Greschner an diesem Tag spieluntauglich war. 
Nachdem Pierre Larouche auf Grund eines eingeklemmten Nerves im Rücken nur die ersten zehn Spiele der NHL-Saison 1987/88 absolvieren konnte, gab der Kanadier im September 1988 sein Karriereende bekannt.

### International
Pierre Larouche vertrat sein Heimatland Kanada bei der Eishockey-Weltmeisterschaft 1977. Zusammen mit der kanadischen Nationalmannschaft belegte er bei diesem Turnier den vierten Platz. Der Center kam in allen zehn Spielen der Kanadier zum Einsatz und erzielte dabei sieben Tore und acht Torvorlagen.

## Erfolge und Auszeichnungen
| - 1973 LHJMQ Recrue de l’année - 1974 Trophée Jean Béliveau - 1974 LHJMQ Second All-Star-Team - 1976 NHL All-Star-Game | - 1978 Stanley-Cup-Gewinn mit den Montréal Canadiens - 1979 Stanley-Cup-Gewinn mit den Montréal Canadiens - 1984 NHL All-Star-Game |

## Karrierestatistik

### International
(Legende zur Spielerstatistik: Sp oder GP = absolvierte Spiele; T oder G = erzielte Tore; V oder A = erzielte Assists; Pkt oder Pts = erzielte Scorerpunkte; SM oder PIM = erhaltene Strafminuten; +/− = Plus/Minus-Bilanz; PP = erzielte Überzahltore; SH = erzielte Unterzahltore; GW = erzielte Siegtore; 1 Play-downs/Relegation; Kursiv: Statistik nicht vollständig)